# Ana Cláudia Bolzan
Ana Cláudia Bolzan (født 15. juli 1996) er en brasiliansk håndboldspiller. Hun spiller for EC Pinheiros og det brasilianske landshold. 